# زیردریایی اس-۸۰
زیردریایی اس-۸۰ (به انگلیسی: Soviet submarine S-80) یک زیردریایی بود. این زیردریایی در سال ۱۹۵۰ ساخته شد.